# Boussaya
Boussaya (ou Bousaya) est un village du Cameroun situé sur une île du lac Tchad dans le département du Logone-et-Chari et la Région de l'Extrême-Nord. Il fait partie de la commune de Darak.

## Population
Lors du recensement de 2005, 447 personnes y ont été dénombrées.